# Bailleul-Neuville
Bailleul-Neuville – miejscowość i gmina we Francji, w regionie Normandia, w departamencie Sekwana Nadmorska.
Według danych na rok 1990 gminę zamieszkiwały 184 osoby, a gęstość zaludnienia wynosiła 14 osób/km² (wśród 1421 gmin Górnej Normandii Bailleul-Neuville plasuje się na 717. miejscu pod względem liczby ludności, natomiast pod względem powierzchni na miejscu 204.).